# Partido de Parral
Partido de Parral fue una división territorial de Chile. Se creó a partir de la división del antiguo Partido de Linares, hacia 1823. Forma parte de la Intendencia de Concepción. Su asiento estaba en la Villa Reina Luisa de Parral. Era regida por el Subdelegado de Parral. Con la Constitución de 1823, cambió su denominación por la de Delegación de Parral.